# Jukka Raitala
Jukka Raitala (* 15. September 1988 in Kerava) ist ein finnischer Fußballspieler. Der Verteidiger war finnischer Nationalspieler. Er spielte bei verschiedenen Vereinen in Deutschland, den Niederlanden, Dänemark, Norwegen, den USA und Kanada.

## Karriere

### Verein
Im Alter von sieben Jahren schloss sich Raitala der Jugendabteilung des Clubs Keravan Pallo-75 an, für die er zehn Jahre lang spielte. Mit 17 wechselte Raitala dann zum finnischen Spitzenclub HJK Helsinki, wo er nach einem Jahr in der Jugend in die zweite Mannschaft hochgezogen wurde. Sein Debüt für die Profimannschaft von HJK gab Raitala am 26. April 2007 gegen AC Oulu.
Seitdem wurde er immer wieder beobachtet und zog das Interesse ausländischer Clubs auf sich. So sollte der Abwehrspieler unter anderem zum Probetraining bei West Bromwich Albion, welches er jedoch von sich aus absagte und war im Probetraining bei Newcastle United. Im April 2009 verlängerte Raitala seinen Vertrag vorzeitig bis 2011. Am 10. August 2009 wurde bekannt, dass Raitala nach Hoffenheim gereist war, um dort ein Probetraining zu absolvieren und über einen Transfer zu verhandeln. Zuvor wurde schon bekannt, dass Raitala auf die Reise zum U21-Länderspiel Finnlands gegen Belgien verzichtet hatte, um mit einem anderen Verein verhandeln zu können.
Am 31. August 2009 lieh die TSG 1899 Hoffenheim Raitala für ein Jahr aus. Die Hoffenheimer hatten eine Kaufoption, welche sie auch zum 1. April 2010 zogen und Raitala bis 2014 an sich banden. Kurz vor Transferschluss am 31. August 2010 gab die TSG bekannt, dass der Finne für die Spielzeit 2010/11 an den Zweitligisten SC Paderborn 07 ausgeliehen wurde.
Zur Saison 2011/12 wurde Raitala erneut ausgeliehen, diesmal an den spanischen Erstligisten CA Osasuna.
Am 6. Juni 2012 gab die TSG Raitalas Wechsel zum SC Heerenveen bekannt. Nach drei Spielzeiten in den Niederlanden folgten jährlich wechselnde Engagements bei FC Vestsjælland, Aalborg BK, Sogndal Fotball und Columbus Crew. Von 2017 bis 2020 spielte er dann für Montreal Impact, mit denen er die kanadische Meisterschaft 2019 gewann. Ab Januar 2021 spielte er bis Jahresende für Minnesota United.
Anfang 2022 kehrte er nach Finnland zu seinem Jugendverein HJK Helsinki zurück. Mit der Mannschaft gewann er in der anschließenden Saison 2022 die finnische Meisterschaft.

### Nationalmannschaft
Er spielte für mehrere finnische Juniorenauswahlen. Zudem bestritt Raitala bei der bisher einzigen EM-Teilnahme der U-21 bei der U-21-Europameisterschaft 2009 in Schweden alle Partien für Finnland über die volle Distanz, schied aber mit der Mannschaft nach drei Vorrunden-Niederlagen gegen die späteren Finalisten Deutschland  und England sowie Spanien aus.
Bereits im Februar 2009 war er beim Gastspiel in Japan erstmals in der A-Nationalmannschaft eingesetzt worden. Beim Spielstand von 1:3 gegen die Gastgeber wurde er in der 55. Minute eingewechselt, konnte die beiden folgenden Gegentore aber auch nicht verhindern. Auf den nächsten Einsatz musste er dann 13 Monate warten, kam dann aber gegen Malta für 90 Minuten zum Einsatz. Bis zum dritten Spiel dauerte es noch mal 11 Monate, wobei er gegen Belgien auch wieder die volle Spielzeit mitwirkte. Er war nun Stammspieler und wurde in 69 % der nächsten 26 Länderspiele eingesetzt, u. a. in fünf Spielen der erfolglosen Qualifikation für die EM 2012 und vier Spielen der ebenso misslungenen Qualifikation für die WM 2014. Danach wurde er aber bis Januar 2016 nur in 6 % der ausgetragenen Spiele eingesetzt, so saß er bei sechs Spielen der Qualifikation für die EM 2016 auf der Bank und wurde nur einmal berücksichtigt. Bis zum Juni 2017 kam er dann in 86 % der Spiele zum Einsatz, mit fünf Einsätzen in der Qualifikation für die WM 2018, gefolgt von einem Jahr ohne Einsatz bis zum Beginn der erstmals ausgetragenen UEFA Nations League 2018/19, in der er mit vier Einsätzen dazu beitragen konnte, dass die Finnen von Liga C in Liga B aufstiegen. In der dann endlich erfolgreichen Qualifikation für die EM 2021 wurde er in sieben der zehn Spiele eingesetzt. Insgesamt wurde er in der Zeit seit seinem ersten Länderspiel bis zum 14. Oktober 2020 in 53,5 % der ausgetragenen Länderspiele eingesetzt.
Für die Europameisterschaft 2021 wurde er in den finnischen Kader berufen, wo er in den drei Spielen zum Einsatz kam. Nach einem Auftaktsieg gegen Dänemark, der von dem Zusammenbruch des Dänen Christian Eriksen überschattet wurde, verloren die Finnen gegen Russland und Belgien und schieden als zweitschlechtester Gruppendritter aus.

## Erfolge
- Finnischer Meister 2022 mit HJK Helsinki
- Kanadischer Meister 2019 mit Montreal Impact
- Finnischer Pokalsieger 2008 mit HJK Helsinki